# Tjenneboom
De Tjenneboom is een monumentale boom aan de heerbaan (Romeinse Kassei) van Tongeren naar Tienen.
De boom is gelegen tussen Voort en Helshoven, nabij Mettekoven, op de grens van vier (voormalige) gemeenten: Voort, Mettekoven, Gotem en Hoepertingen. Nabij de boom bevindt zich ook het monument voor Tjenne. De boom bevindt zich op een heuvel van 92 meter hoogte: Het hoogste punt in deze omgeving, tegenwoordig Tjenneheuvel geheten.
Oorspronkelijk stond hier een oude lindeboom. Onder deze boom werd Johanna Machiels, bijgenaamd Tjenne, in 1667 veroordeeld tot de brandstapel, wegens vermeende hekserij, na een proces van twee jaar. Men beschuldigde haar van kwaaie daden en zag in haar de verpersoonlijking van duistere machten. Het vonnis werd op deze plaats ten uitvoer gebracht.
De boom had in 1888 een omtrek van 5,6 meter en de kruin had een doorsnede van 16 meter.
Einde 19e eeuw stierf de linde, en een populier, die in de nabijheid groeide, werd de tweede Tjenneboom. In de zomer van 1945 werd deze boom door de bliksem getroffen en gespleten. In 1960 werd de boom door toedoen van kwajongens verbrand.
Op 22 april 1970 werd een derde Tjenneboom, nu een abeel, geplant. Hierbij werd het volgende gedichtje geplaatst: Opnieuw geplant door Vrancken's hand, waar 'k eeuwen overschouw ons vruchtbaar Haspengouw (Vrancken was de burgemeester van Gotem).
Later werd bij de boom een monument voor Tjenne geplaatst, wat symboliseert dat ze ten hemel gedragen werd en oproept tot verdraagzaamheid. Dit monument werd vervaardigd door Gerard Moonen.